# Photedes pulverosa
Photedes pulverosa là một loài bướm đêm trong họ Noctuidae.